# Piëta (Bellini, Pinacoteca di Brera)
Piëta, ook bekend als Dode Christus ondersteund door Maria en Johannes (Italiaans: Cristo morto sorretto da Maria e Giovanni), is een schilderij van Giovanni Bellini, gemaakt rond 1460. Sinds 1811 maakt het werk deel uit van de collectie van de Pinacoteca di Brera in Milaan.

## Voorstelling
Hoewel het werk traditioneel de titel Piëta draagt, is de voorstelling van Christus die wordt ondersteund door zowel Maria als Johannes de Evangelist iconografisch gezien nauwkeuriger te classificeren als een bewening (lamentatie). Jezus' lichaam is centraal geplaatst, met zijn rechterhand op de rand van het graf. Maria ondersteunt hem teder, hun gezichten dicht bij elkaar, wat hun intieme band benadrukt. Johannes wendt zich af, zijn gezicht getekend door verdriet. De figuren staan sterk op de voorgrond, wat de kijker direct betrekt. Op de achtergrond is een typisch landschap uit de Veneto te zien, met een pad dat naar een kasteel en een dorp met een kerk leidt.  
Bellini dompelt de scène onder in natuurlijk licht, waardoor tonen en kleuren verzachten. Zijn focus ligt op het overbrengen van de menselijkheid en het diepe verdriet van de hoofdpersonen, niet op een streng toegepast perspectief. Deze nadruk op menselijke emotie, afgeleid van schilders als Rogier van der Weyden, werd een typisch kenmerk van Bellini's werken. Zijn stijl onderscheidt zich van Mantegna's meer sculpturale benadering, hoewel in de nauwkeurige weergave van de aderen op Jezus' arm en Johannes' haren het voorbeeld van zijn zwager zichtbaar blijft.
De Latijnse inscriptie op de stenen dorpel, een bewerking van een vers uit de Elegieën van Propertius, is een sleutelelement. De tekst kan vertaald worden als "Deze gezwollen ogen kunnen bijna kreten voortbrengen / Het werk van Giovanni Bellini zou kunnen wenen" (HAEC FERE QUUM GEMITUS TURGENTIA LUMINA PROMANT / BELLINI POTERAT FLERE IONNIS OPUS). Dit benadrukt het doel van het schilderij: de kijker emotioneel betrekken en tot tranen toe roeren, wat de kracht van kunst om diepe gevoelens op te roepen benadrukt. Het gebruik van een klassieke dichter duidt op een humanistische basis.  

## Herkomst
Het schilderij maakte deel uit van de Sampieri-collectie in Bologna. In 1811 schonk Eugène de Beauharnais, de onderkoning van Italië, het werk aan de Pinacoteca di Brera. 

## Afbeelding

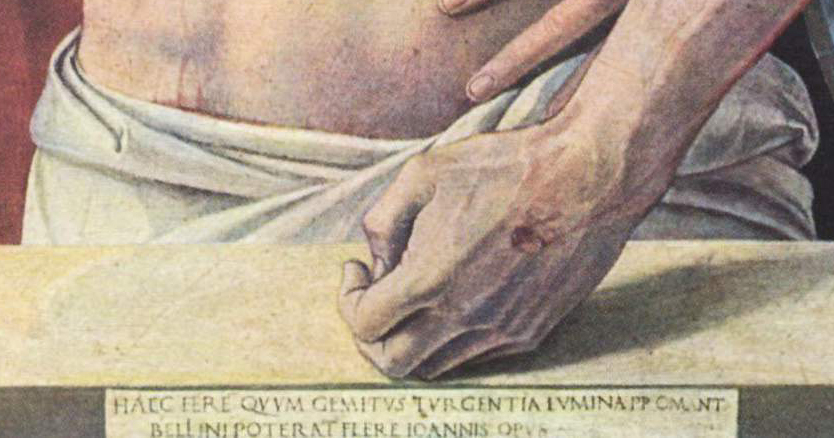
Detail